# Кіносіта Момока
Кіносіта Момока (яп. 木下桃香; нар. 2 березня 2003, Хоккайдо, Японія) — японська футболістка, півзахисниця клубу «НТВ Токіо Верді Белеза» та національної збірної Японії.

## Клубна кар'єра
Футбол розпочала займатися в початковій школі, виступала за юнацькі команди «Омія Нішшин СС» і «Йонуе Очяї». Після вступу до молодшої школи опинилася в структурі «НТВ Ніппон Токіо Верді Белези». Також взяла участь в «Елітній програмі ЯФА для дівчат до 14 років», проведеної Японською футбольною асоціацією у березні 2016 року.
Брала участь у матчах першої команди Верді з моменту зарахування до Меніни, але офіційно переведена до першої команди починаючи з сезону 2021 року.

## Кар'єра в збірній
У 2017 році, під час навчання на третьому курсі молодшої школи, її вперше викликали до дівочої збірної Японії (WU-16). Брала участь у дівочому чемпіонаті світу (U-16) у Таїланді 2017 року, де разом з командою посіла третє місце. Отримала виклик до дівочої збірної Японії (WU-17) для участі в дівочому чемпіонаті світу з футболу (WU-17) 2018 року в Уругваї. В останньому матчі групового етапу проти Мекисики на 1-ій хвилині відзначилася голом, який приніс нічию (1:1), та допомогла команді вийти до фінального турніру.
У квітні 2021 року отримала дебютний виклик до національної збірної Японії. За національну команду дебютувала 8 квітня в домашньому поєдинку проти Парагваю на стадіоні Сендай, де вийшла на поле на 40-ій хвилині другого тайму на допомогу Моміці Юкі. 13 червня, в своєму третьому матчі за збірну, відзначилася дебютним голом за збірну на стадіоні Кансекі Точігі у воротах збірної Мексики.

## Статистика виступів

### Клубна
| Клуб                     | Сезон              | Ліга               | Ліга  | Ліга | Нац. кубок | Нац. кубок | Кубок ліги | Кубок ліги | Інші  | Інші | Загалом | Загалом |
| Клуб                     | Сезон              | Дивізіон           | Матчі | Голи | Матчі      | Голи       | Матчі      | Голи       | Матчі | Голи | Матчі   | Голи    |
| ------------------------ | ------------------ | ------------------ | ----- | ---- | ---------- | ---------- | ---------- | ---------- | ----- | ---- | ------- | ------- |
| «НТВ Токіо Верді Белеза» | 2016               | Ліга Надешико      | 0     | 0    | 0          | 0          | 1          | 0          | 0     | 0    | 1       | 0       |
| «НТВ Токіо Верді Белеза» | 2017               | Ліга Надешико      | 0     | 0    | 0          | 0          | 3          | 0          | 0     | 0    | 3       | 0       |
| «НТВ Токіо Верді Белеза» | 2018               | Ліга Надешико      | 0     | 0    | 0          | 0          | 4          | 0          | 0     | 0    | 4       | 0       |
| «НТВ Токіо Верді Белеза» | 2019               | Ліга Надешико      | 0     | 0    | 0          | 0          | 0          | 0          | 0     | 0    | 0       | 0       |
| «НТВ Токіо Верді Белеза» | 2020               | Ліга Надешико      | 18    | 2    | 5          | 1          | 0          | 0          | 0     | 0    | 23      | 3       |
| «НТВ Токіо Верді Белеза» | 2021–22            | ВЕ Ліга            | 0     | 0    | 0          | 0          | 0          | 0          | 0     | 0    | 0       | 0       |
| Загалом за кар'єру       | Загалом за кар'єру | Загалом за кар'єру | 18    | 2    | 5          | 1          | 8          | 0          | 0     | 0    | 31      | 3       |

Примітки
1. 1 2 3  Матчі в кубку Ліги Надешико
2. ↑  Матчі в кубку Імператриці

### У збірній
Станом на 13 червня 2021.
| Національна збірна | Рік     | Матчі | Голи |
| ------------------ | ------- | ----- | ---- |
| Японія             | 2021    | 3     | 1    |
| Загалом            | Загалом | 3     | 1    |

#### Голи за збірну
Рахунок та результат збірної Японії в таблиці наведено на першому місці.
| №  | Дата           | Стадіон                                  | Суперник | Рахунок | Результат | Змагання         |
| -- | -------------- | ---------------------------------------- | -------- | ------- | --------- | ---------------- |
| 1. | 13 червня 2021 | Кансекі Тачигі, Уцуномія, Тотіґі, Японія | Мексика  | 4–1     | 5–1       | Товариський матч |